# Через найтемнішу Європу
Через найтемнішу Європу (англ. Through Darkest Europe; раніше анонсований як Так хоче Бог) — роман про альтернативну історію Гаррі Тертлдава. Події книги розгортаються в альтернативному сьогоденні, коли ісламські країни формують процвітаючий, демократичний і прогресивний Перший світ, а слаборозвинені християнські країни страждають від релігійного фанатизму.

## Сюжет
У цьому альтернативному світі домінуючі мусульманські культури Північної Африки та Близького Сходу є «ліберальними, толерантними і, перш за все, багатими». Тим часом Європа є гарячою точкою християнського фундаменталізму з вбивствами, викраденнями літаків і вибухами, вчиненими екстремістськими групами, такими як Аквіністи. Старший слідчий Халід аль-Зарзісі відправляється до Риму разом зі своїм партнером слідчим Даудом ібн Мусою з місією захистити Великого Герцога (монарха всієї Італії), збіднілого Папу Римського та запобігти впливу європейської нестабільності на Перший світ.
Відправна точка альтернативної історії, як описано в першому розділі, відбулася між ХІ і ХІІІ століттями через різний розвиток християнської та ісламської теології. Тома Аквінський, який у реальному світі намагався примирити релігію та розум, навчав, що християнство та розум несумісні, і що релігійна віра має переважати над розумом. І навпаки, Аль-Газалі, який у реальному світі стверджував, що ісламська віра є вищою за філософію та науку, вважав, що вони сумісні.
Розвинений Перший світ має передову науку, включаючи висадки турецьких астронавтів на Місяць. Класична арабська мова використовується як світова мова, якою розмовляють освічені люди і яка використовується у стандартних вивісках. Мусульманська культура, мова і стиль поширилися по всьому світу з поширенням сучасності.